# 太空骑士
太空骑士，或用于欧洲回归的太空可重复使用集成演示机（英語：Space Rider, Space Reusable Integrated Demonstrator for Europe Return）是一种计划中的无人轨道级升力体太空飞机，旨在为欧洲航天局（ESA）提供可负担的常态化进入太空能力。飞机和地面基础设施建设合同于2020年12月签署。目前计划于2025年第三季度进行首飞。